# مایا پانجیکیدز
مایا پانجیکیدز (گرجی: მაია ფანჯიკიძე؛ زادهٔ ۱۶ اکتبر ۱۹۶۰) دیپلمات و سیاستمدار اهل گرجستان است. او که پیشتر معلم زبان آلمانی بود، در سال ۱۹۹۴ به خدمات دیپلماتیک گرجستان پیوست و در تاریخ ۲۵ اکتبر ۲۰۱۲ به عنوان وزارت امور خارجه گرجستان در کابینه بیدزینا ایوانیشویلی منصوب شد. او در تاریخ ۵ نوامبر ۲۰۱۴ در اعتراض به برکناری ایراکلی آلاسانیا از سمت وزارت دفاع گرجستان از مقام خود استعفا داد.

## زندگی
مایا پانجیکیدزه در تفلیس به دنیا آمد و دختر نویسنده گورام پانجیکیدزه است. او یک فیلولوژیست است که در دانشگاه‌های دانشگاه دولتی تفلیس و دانشگاه ینا تحصیل کرده و پیش از پیوستن به خدمات دیپلماتیک در سال ۱۹۹۴، زبان آلمانی در تفلیس تدریس می‌کرد. بیشتر دوران حرفه‌ای او با سفارت گرجستان در برلین مرتبط بود. او به مدت کوتاهی در سال ۲۰۰۴ به عنوان معاون وزیر امور خارجه خدمت کرد. بعدها، او از سال ۲۰۰۴ تا ۲۰۰۷ به عنوان سفیر گرجستان در آلمان منصوب شد و از ۲۰۰۷ تا ۲۰۱۰ به عنوان سفیر گرجستان در سفارت گرجستان در لاهه، پادشاهی هلند فعالیت کرد. پس از برکناری از خدمات دیپلماتیک در سال ۲۰۱۰، او ادعا کرد که این تصمیم به دلایل سیاسی اتخاذ شده بود، زیرا برادرش ایراکلی آلاسانیا پس از استعفا از سمت سفیر گرجستان در سازمان ملل متحد و رفتن به مخالفات با دولت رئیس‌جمهور گرجستان میخیل ساآکاشویلی در سال ۲۰۰۸، او را تحت فشار قرار داد.